# Hain (Naturschutzgebiet)
Das Naturschutzgebiet Hain liegt im Ilm-Kreis in Thüringen südlich von Angelhausen-Oberndorf. Am westlichen Rand des Gebietes verläuft die Landesstraße L 1047 und östlich die A 71.

## Bedeutung
Das 101,9 ha große Gebiet mit der Kennung 056 wurde im Jahr 1961 unter Naturschutz gestellt.